# Kerstin Stenhammar-Nordlander
Kerstin Teodora Stenhammar-Norlander, född Stenhammar 11 december 1883 i Vreta klosters församling, Östergötland, död i juni 1963 i Katarina församling, Stockholm, var en svensk målare, tecknare, författare och teleexpeditör. Begravd i Vreta Kloster.
Hon var dotter till kontraktsprosten Evald Henning Theodor Stenhammar och Anna Charlotta Holmberg samt gift första gången 1911–1926 med Gustaf Maritz Uhrberg och andra gången från 1928 med Karl Gustaf Amandus Nordlander. Hon studerade runt sekelskiftet konst för Johan Krouthén i Linköping. Hon arbetade som teleexpeditör och bedrev sin konstnärliga verksamhet som en bisyssla fram till att hon pensionerades 1947 då hon blev en fullt utövande konstnär. Hon studerade vid Edward Berggrens målarskola 1947–1950 och reste på ett flertal studieresor till Tyskland, Italien, Österrike, Danmark och Paris där hon bland annat studerade vid Académie Julian. Separat ställde hon bland annat ut på Louis Hahnes konstsalong i Stockholm 1950, Mönsterås och Sundsvall. Tillsammans med Adelyne Cross-Eriksson och Annie Wiberg ställde hon ut på Galerie Catharina i Stockholm 1956, dessutom medverkade hon i provinsutställningar arrangerade av Östgöta konstförening. Som författare utgav hon på 1920-talet böckerna Britta och Lyckolandsfarare samt en samling sagor som hon själv illustrerade. Hennes konst består av kopior av äldre och nyare målningar från samlingarna på Nationalmuseum, Louvren och Gripsholms slott samt egna kompositioner med porträtt, stilleben, stadsbilder och landskapsskildringar.
Hon är begravd i Vreta kloster.